# محوطه اول ویار۳
محوطه اول ویار۳ مربوط به دوره اشکانیان است و در شهرستان گیلانغرب، بخش مرکزی، دهستان چله، جنوب روستای اول ویار واقع شده و این اثر در تاریخ ۱۸ اسفند ۱۳۸۷ با شمارهٔ ثبت ۲۴۸۶۷ به‌عنوان یکی از آثار ملی ایران به ثبت رسیده است.